# 12-я гвардейская стрелковая дивизия
12-я гвардейская стрелковая дивизия — воинское подразделение РККА, участвовавшее в Великой Отечественной войне. Правопреемник 258-й стрелковой дивизии 1-го формирования. Период боевых действий: с 5 января 1942 года по 9 мая 1945 года.
Полное наименование: 12-я гвардейская стрелковая Пинская ордена Ленина Краснознамённая орденов Суворова и Кутузова дивизия.

## История
Образована 5 января 1942 путём преобразования 258-й стрелковой дивизии за боевые заслуги в Московской битве. В январе 1942 года в составе 10-й и 16-й армий вела бои под городом Сухиничи, после его освобождения наступала на юго-западном направлении. К середине апреля вышла к рекам Драгожань и Которянка, освободив от врага населённые пункты Брынь, Семичастное, Пустынка, Выдровка.
За время контрнаступления зимой-весной 1942 года дивизия проявила себя в боях за Попково: с 5 по 8 марта дивизия штурмовала это село, разгромив его гарнизон полностью (было убито около тысячи немецких солдат и офицеров). В селе были захвачены крупные склады с боеприпасами и продовольствием, а также огромное количество оружия и автомобильной техники. 16 апреля дивизию вывели из боя и передали в Резерв Ставки Верховного Главнокомандования. 27 апреля после тяжёлого 70-километрового марша части дивизии сосредоточились в районе Козельска, Березичи, Дешевки, Клюксы, после чего расположились на отдых: дивизия получила возможность также пополнить личный состав и получить новое вооружение и технику.
В дальнейшем дивизия участвовала в боевых действиях на Курской дуге, форсировании Днепра, освобождении Белоруссии и Прибалтики, броске от Вислы к Одеру и преследовании немцев от Одера до Эльбы. Дивизия форсировала за дни своих наступлений реки Днепр, Припять, Западная Двина и Одер. Воинами соединения было освобождено 267 населённых пунктов. Дивизия участвовала в штурме Берлина, 2 мая 1945 встретилась с частями 84-й пехотной дивизии на Эльбе в районе города Роддан (20 км к юго-востоку от Виттенберге).
За отличие в боях при освобождении Белоруссии были присвоены почётные наименования полкам дивизии:
- почётное наименование « Кобринский» — 29 гвардейскому стрелковому полку, 37 гвардейскому стрелковому полку, 31 гвардейскому артиллерийскому полку (приказ Верховного Главнокомандующего № 0217 от 25 июля 1944 года).
- почётное наименование «Брестский»- 32 гвардейскому стрелковому полку (приказ Верховного Главнокомандующего № 0258 от 10 августа 1944 года)

## Награды
| Награда                         | Дата награждения      | За что награждена |
| ------------------------------- | --------------------- | --- |
| Почётное звание Гвардейская     | 5 января 1942 года    | присвоено приказом Народного Комиссара Обороны СССР № 14 от 5 января 1942 года за проявленную отвагу в боях за Отечество с немецкими захватчиками, за стойкость, мужество, дисциплину и организованность, за героизм личного состава за успешные операции по защите города Тула и разгрому калужской группировки противника. |
| Почётное наименование «Пинская» | 23 июля 1944 года.    | присвоено приказом Верховного Главнокомандующего № 0209 от 23 июля 1944 года за отличие в боях при освобождении города Пинска |
| Орден Красного Знамени          | 25 июля 1944 года.    | награждена указом Президиума Верховного Совета СССР от 25 июля 1944 года за образцовое выполнение заданий командования в боях с немецкими захватчиками, за овладение городом Кобрин и проявленные при этом доблесть и мужество.                                                                                              |
| Орден Суворова II степени       | 31 октября 1944 года. | награждена указом Президиума Верховного Совета СССР от 31 октября 1944 года за образцовое выполнение заданий командования в боях с немецкими захватчиками, за овладение городом Рига и проявленные при этом доблесть и мужество.                                                                                             |

Награды частей дивизии:
- 29-й гвардейский стрелковый Кобринский[4] Краснознамённый[5] ордена Суворова[6]полк
- 32-й гвардейский стрелковый Бресткий ордена Кутузова[6] полк
- 37-й гвардейский стрелковый Кобринский[4] Краснознамённый[5] ордена Суворова[6] полк
- 31-й гвардейский артиллерийский Кобринский[4] Краснознамённый[5] ордена Богдана Хмельницкого[6] полк
- 8-й отдельный гвардейский истребительно-противотанковый ордена Красной Звезды[6]дивизион
- 9-й отдельный гвардейский сапёрный ордена Красной Звезды[6]батальон
- 49-й отдельный гвардейский ордена Красной Звезды[6]батальон связи

## Состав
- 29-й гвардейский стрелковый полк
- 32-й гвардейский стрелковый полк
- 37-й гвардейский стрелковый полк
- 31-й гвардейский артиллерийский полк
- 124-й лыжный батальон (до 16.2.1942)
- 8-й отдельный гвардейский истребительно-противотанковый дивизион
- 3-я гвардейская зенитная артиллерийская батарея (до 10.4.1943)
- 23-й гвардейский миномётный дивизион (до 30.10.1942)
- 10-я отдельная гвардейская разведывательная рота
- 9-й отдельный гвардейский сапёрный батальон
- 49-й (11-й) отдельный гвардейский батальон связи
- 483-й (5-й) отдельный медико-санитарный батальон
- 13-я отдельная гвардейская отдельная рота химической защиты
- 505-я (15-я) автотранспортная рота
- 611-й (7-й) полевая хлебопекарня
- 575-й (6-й) дивизионный ветеринарный лазарет
- 957-я полевая почтовая станция
- 809-я полевая касса Государственного банка

## Командный состав
Командиры дивизии:
- Сиязов, Михаил Александрович (5 января — 26 марта 1942), полковник;
- Эрастов, Константин Максимович (31 марта 1942 — 9 июля 1943), генерал-майор;
- Гудзь, Порфирий Мартынович (врид с 21 января по 4 марта 1943), полковник[8]
- Мальков, Дмитрий Кузьмич (10 июля 1943 — июль 1945), полковник;
- Андоньев, Николай Фёдорович (июнь 1945 — июль 1946), генерал-майор;

…
- Бурлакин, Иван, Иванович (январь 1951 — октябрь 1954), генерал-майор[9]

Заместители командира
- полковник Попов, Иван Ефимович (июль 1945 — март 1946), полковник

Начальники штаба
29-й гвардейский стрелковый полк
- Потапчук, Платон Игнатьевич (2 апреля — 1 ноября 1942)
- Евстигнеев, Иван Степанович (1 ноября 1942 — 2 апреля 1944)
- Мохов, Иван Петрович (10 мая 1944 — 9 января 1945)
- Подлобко, Александр Самуилович (9 января — 4 июня 1945)
- Матвеев, Иван Степанович (с 4 июня 1945)

32-й гвардейский стрелковый полк
- Кошелев, Николай Степанович (21 марта — 28 августа 1942)
- Бережной, Валентин Алексеевич (13 сентября 1942 — 31 января 1943)
- Кулешов, Василий Иванович (30 декабря 1942 — 20 июля 1943)[10]
- Бзаров, Георгий Николаевич (17 августа — 23 ноября 1943)[11]
- Мохов, Иван Петрович (22 декабря 1943 — 10 мая 1944)
- Волков, Николай Терентьевич (10 мая 1944 — 6 июля 1945)
- Фёдоров, Алексей Захарович (4 июня — 23 октября 1945)
- Анисимов, Василий Кузьмич (23 октября 1945 — 3 июля 1946)
- Пангани, Семлар Нестерович (30 апреля 1946 — 31 июля 1946)

37-й гвардейский стрелковый полк
- Шмаков, Александр Тимофеевич (с 22 марта 1942)[12]
- Рябец, Сергей Елисеевич (по 30 сентября 1942)[13]
- Пантелеев, Василий Иванович (1 ноября 1942 — 19 марта 1943)
- Колесников, Иван Степанович (19 марта 1943 — 14 октября 1944)
- Мильнер, Рафаил Исаевич (14 октября 1944 — 31 июля 1946)

## Подчинение[14]
| Дата            | Фронт (округ)           | Армия      | Корпус                            |
| --------------- | ----------------------- | ---------- | --------------------------------- |
| 01.02.1942 года | Западный фронт          | 16-я армия |                                   |
| 01.05.1942 года | Резерв Ставки ВГК       | 58-я армия |                                   |
| 01.06.1942 года | Западный фронт          | 16-я армия |                                   |
| 01.07.1942 года | Западный фронт          | 61-я армия | 9-й гвардейский стрелковый корпус |
| 01.03.1943 года | Брянский фронт          | 61-я армия | 9-й гвардейский стрелковый корпус |
| 01.04.1943 года | Брянский фронт          | 61-я армия |                                   |
| 01.09.1943 года | Резерв Ставки ВГК       | 61-я армия | 9-й гвардейский стрелковый корпус |
| 01.10.1943 года | Центральный фронт       | 61-я армия | 9-й гвардейский стрелковый корпус |
| 01.11.1943 года | Белорусский фронт       | 61-я армия | 9-й гвардейский стрелковый корпус |
| 01.03.1944 года | 2-й Белорусский фронт   | 61-я армия | 9-й гвардейский стрелковый корпус |
| 01.05.1944 года | 1-й Белорусский фронт   | 61-я армия | 9-й гвардейский стрелковый корпус |
| 01.08.1944 года | Резерв Ставки ВГК       | 61-я армия | 9-й гвардейский стрелковый корпус |
| 01.10.1944 года | 3-й Прибалтийский фронт | 61-я армия | 9-й гвардейский стрелковый корпус |
| 01.11.1944 года | 1-й Прибалтийский фронт | 61-я армия | 9-й гвардейский стрелковый корпус |
| 01.01.1945 года | 1-й Белорусский фронт   | 61-я армия | 9-й гвардейский стрелковый корпус |

## Отличившиеся воины
| - Акимов, Василий Иванович, гвардии капитан, командир батареи 32-го гвардейского стрелкового полка. - Афанасьев, Павел Александрович, гвардии старший лейтенант, командир роты 37-го гвардейского стрелкового полка. - Бахвалов, Валентин Николаевич, гвардии майор, командир 9-го отдельного гвардейского сапёрного батальона. - Белов, Алексей Иванович, гвардии ефрейтор, автоматчик 29-го гвардейского стрелкового полка. - Беляков, Иван Фёдорович, гвардии красноармеец, наводчик станкового пулемёта 37-го гвардейского стрелкового полка. - Бзаров, Георгий Николаевич, гвардии подполковник, командир 32-го гвардейского стрелкового полка. - Викторов, Василий Филиппович, гвардии старший лейтенант, командир роты 9-го отдельного гвардейского сапёрного батальона. - Волков, Николай Терентьевич, гвардии майор, заместитель командира 32-го гвардейского стрелкового полка. - Воронин, Василий Андреевич, гвардии майор, командир стрелкового батальона 37-го гвардейского стрелкового полка. - Воронов, Алексей Иванович, гвардии старший сержант, командир отделения 32-го гвардейского стрелкового полка. - Гаврилов, Фёдор Гаврилович, гвардии лейтенант, командир взвода пешей разведки 32-го гвардейского стрелкового полка. - Гайфуллин, Абдрахман Зайнуллович, гвардии лейтенант, командир пулемётной роты 37-го гвардейского стрелкового полка. - Генералов, Евгений Иванович, гвардии капитан, заместитель командира стрелкового батальона 32-го гвардейского стрелкового полка. - Гореликов, Иван Павлович, гвардии младший лейтенант, командир взвода снайперов 29-го гвардейского стрелкового полка. - Григорьев, Леонид Михайлович, гвардии лейтенант, командир роты 37-го гвардейского стрелкового полка. - Гуров, Иван Петрович, гвардии ефрейтор, наводчик орудия 31-го гвардейского артиллерийского полка. - Денисов, Алексей Михайлович, гвардии капитан, командир роты автоматчиков 32-го гвардейского стрелкового полка. - Дрожжин, Михаил Петрович, гвардии сержант, командир отделения 37-го гвардейского стрелкового полка. - Евстигнеев, Иван Степанович, гвардии полковник, командир 29-го гвардейского стрелкового полка. - Жилин, Александр Иванович, гвардии красноармеец, пулемётчик 37-го гвардейского стрелкового полка. - Загайнов, Георгий Прокопьевич, гвардии лейтенант, командир сапёрного взвода 32-го гвардейского стрелкового полка. - Зверев, Николай Александрович, гвардии сержант, помощник командира взвода 32-го гвардейского стрелкового полка. - Золотарёв, Алексей Антонович, гвардии старший сержант, командир отделения роты связи 29-го гвардейского стрелкового полка. - Зубенко, Иван Петрович, гвардии красноармеец, пулемётчик 37-го гвардейского стрелкового полка. - Исаев, Василий Ефимович, гвардии старший лейтенант, командир взвода связи 29-го гвардейского стрелкового полка. - Камынин, Кирилл Леонтьевич, гвардии сержант, командир стрелкового отделения 29-го гвардейского стрелкового полка. - Картошкин, Аркадий Николаевич, гвардии младший сержант, командир пулемётного расчёта 37-го гвардейского стрелкового полка. - Коваленко, Пётр Иванович, гвардии подполковник, командир 9-го гвардейского отдельного сапёрного батальона. - Ковтун, Василий Ефимович, гвардии капитан, командир 10-й гвардейской отдельной разведывательной роты. - Колесников, Иван Степанович, гвардии подполковник, командир 37-го гвардейского стрелкового полка. - Коньков, Пётр Васильевич, гвардии капитан, командир батальона 29-го гвардейского стрелкового полка. - Копытов, Степан Логинович, гвардии младший сержант, стрелок 29-го гвардейского стрелкового полка. - Костин, Иван Иванович, гвардии капитан, командир батальона 29-го гвардейского стрелкового полка. - Крутиков, Иван Иванович, гвардии старший лейтенант, командир огневого взвода 8-го гвардейского истребительно-противотанкового дивизиона. - Ксынкин, Алексей Николаевич, гвардии лейтенант, командир взвода 3-го батальона 29-го гвардейского стрелкового полка. - Кувика, Иван Иванович, гвардии капитан, полковой инженер 29-го гвардейского стрелковлго полка. - Кудрявицкий, Давид Абрамович, гвардии лейтенант, командир роты 29-го гвардейского стрелкового полка. - Кузовников, Анатолий Петрович, гвардии майор, командир батальона 32-го гвардейского стрелкового полка. - Кузьмин, Виктор Михайлович, гвардии старшина, командир отделения 37-го гвардейского стрелкового полка. - Лапик, Алексей Васильевич, гвардии красноармеец, автоматчик 32-го гвардейского стрелкового полка. - Любименко, Михаил Николаевич, гвардии капитан, заместитель по строевой части командира батальона 37-го гвардейского стрелкового полка. - Мальков, Дмитрий Кузьмич, гвардии полковник, командир дивизии. - Мамраев, Мартбек, гвардии старший сержант, командир пулемётного расчёта 32-го гвардейского стрелкового полка. - Манакин, Михаил Фёдорович, гвардии лейтенант, командир взвода автоматчиков 32-го гвардейского стрелкового полка. - Маслов, Николай Васильевич, гвардии старший сержант, командир пулемётного отделения 37-го гвардейского стрелкового полка. - Михалько, Василий Пимонович, гвардии капитан, полковой инженер 37-го гвардейского стрелкового полка. - Мильнер, Рафаил Исаевич, гвардии подполковник, заместитель командира 32-го гвардейского стрелкового полка по политической части. - Мухин, Виктор Петрович, гвардии красноармеец, стрелок 29-го гвардейского стрелкового полка. - Нежнов, Валентин Степанович, гвардии старший лейтенант, командир взвода связи 3-го стрелкового батальона 29-го гвардейского стрелкового полка. - Нестеренко, Даниил Потапович, гвардии ефрейтор, стрелок 37-го гвардейского стрелкового полка. - Никифоров, Иван Яковлевич, гвардии красноармеец, стрелок 32-го гвардейского стрелкового полка. - Опалев, Алексей Константинович, гвардии младший сержант, командир отделения 3-го стрелкового батальона 29-го гвардейского стрелкового полка. - Осипов, Михаил Иванович, гвардии старший сержант, командир телефонного отделения роты связи 37-го гвардейского стрелкового полка. - Павленко, Иосиф Дмитриевич, гвардии старший сержант, снайпер 32-го гвардейского стрелкового полка. - Павлов, Никифор Михайлович, гвардии старший сержант, начальник радиостанции роты связи 37-го гвардейского стрелкового полка. - Панфёров, Сергей Иванович, гвардии ефрейтор, стрелок 32-го гвардейского стрелкового полка. В 1947 году лишён всех званий и наград. - Пивень, Пётр Степанович, гвардии лейтенант, командир пулемётного взвода 32-го гвардейского стрелкового полка. - Попугаев, Алексей Григорьевич, гвардии младший сержант, комсорг батальона 32-го гвардейского стрелкового полка. - Приходько, Геннадий Андреевич, гвардии лейтенант, комсорг батальона 29-го гвардейского стрелкового полка. - Рыжков, Антон Андреевич, гвардии старший лейтенант, командир роты 29-го гвардейского стрелкового полка. - Салтыков, Иван Павлович, гвардии старший лейтенант, комсорг 37-го гвардейского полка. - Сидорков, Семён Матвеевич, гвардии младший сержант, командир орудия батареи 37-го гвардейского стрелковлго полка. - Скалацкий, Павел Павлович, гвардии сержант, командир орудия батареи 37-го гвардейского стрелкового полка. - Степанов, Иван Васильевич, гвардии сержант, пулемётчик 29-го гвардейского стрелкового полка. - Трубицын, Николай Панфилович, гвардии капитан, заместитель командира батальона по политической части 29-го гвардейского стрелкового полка. - Трубов, Валерий Иванович, гвардии старший лейтенант, командир батареи 31-го гвардейского стрелкового полка. - Харламов, Сергей Васильевич, гвардии ефрейтор, телефонист 29-го гвардейского стрелкового полка. - Ходосов, Николай Яковлевич, гвардии старшина, командир взвода пешей разведки 29-го гвардейского стрелкового полка. - Христов, Александр Григорьевич, гвардии лейтенант, командир взвода 37-го гвардейского стрелкового полка. - Черновский Сергей Акимович, гвардии лейтенант, командир взвода 29-го гвардейского стрелкового полка. - Черноморец, Владимир Данилович,гвардии красноармеец, стрелок 32-го гвардейского стрелкового полка. - Чикин, Алексей Яковлевич, гвардии красноармеец, сапёр сапёрной роты 37-го гвардейского стрелкового полка. - Юрин, Борис Андреевич, гвардии старший сержант, командир пулемётного взвода 29-го гвардейского стрелкового полка. - Яровой, Фёдор Карпович, гвардии старший сержант, командир орудия 31-го гвардейского артиллерийского полка. |

 Кавалеры ордена Славы трёх степеней.
- Ларягин, Николай Григорьевич, гвардии старший сержант, командир отделения разведки управления дивизиона 31 гвардейского артиллерийского полка. Умер от ран в марте 1945 года.

## Память
Дивизия упомянута на плите мемориального комплекса «Воинам-сибирякам», Ленино-Снегирёвский военно-исторический музей.

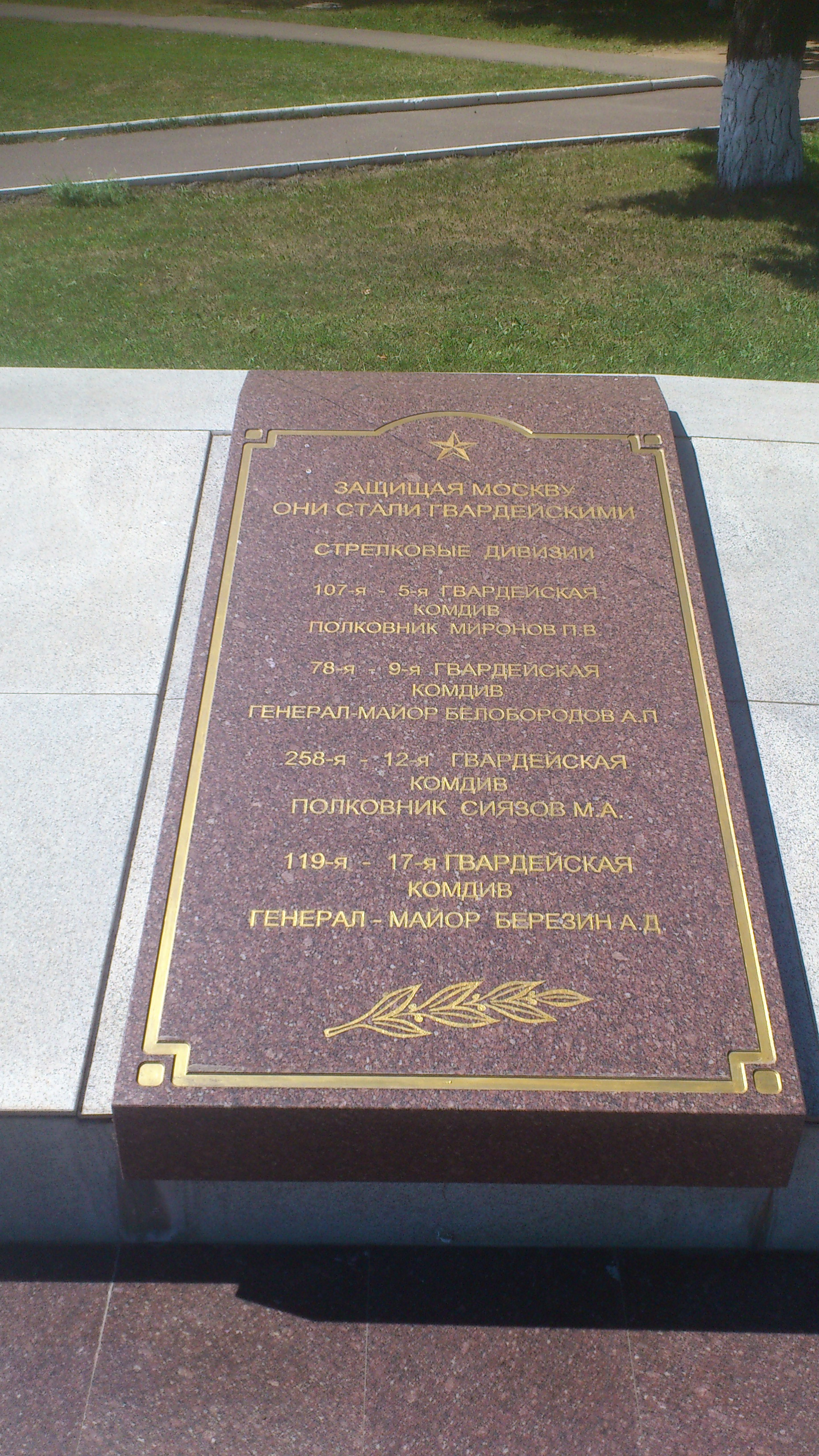
«Защищая Москву, они стали гвардейскими» — на плите мемориального комплекса «Воинам-сибирякам».
Мемориальный комплекс «Воинам-сибирякам», Ленино-Снегирёвский военно-исторический музей.

В Московской школе № 496 существует музей этой Дивизии.